# Brady (Texas)
Brady é uma cidade localizada no estado norte-americano do Texas, no Condado de McCulloch.

## Demografia
Segundo o censo norte-americano de 2000, a sua população era de 5523 habitantes. 
Em 2006, foi estimada uma população de 5396, um decréscimo de 127 (-2.3%).

## Geografia
De acordo com o United States Census Bureau tem uma área de 
29,8 km², dos quais 23,8 km² cobertos por terra e 6,0 km² cobertos por água.

## Localidades na vizinhança
O diagrama seguinte representa as localidades num raio de 48 km ao redor de Brady. 